# Spendrups Bryggeri
Spendrups Bryggeri AB is een Zweedse bierbrouwerij en een Zweeds biermerk.
Spendrups is de grootste brouwerij van Zweden. Ze is opgericht in 1897 als Grängesbergs Bryggeri in Grängesberg in de Zweedse provincie Dalarna. In 1982 veranderde ze haar naam in Spendrups Bryggeri. Het familiebedrijf bezit drie brouwerijen: de meer dan honderd jaar oude brouwerij in Grängesberg, een brouwerij in Vårby in de omgeving van Stockholm en een ambachtelijke brouwerij in Visby. De laatste is de kleinste van de drie, deze wordt gebruikt voor productontwikkeling.
Spendrups nam in 1967 Mariestads Bryggeri over; deze brouwerij in Mariestad ging vijf jaar later dicht. Het biermerk Mariestads wordt echter nog steeds gebruikt. In 1989 nam het bedrijf de Wårby Bryggeri in Vårby over, die onder meer het bier Norrlands Guld brouwde.
Sinds 2004 is het hoofdkantoor gevestigd in Vårby. Bij het bedrijf werken ongeveer 1.100 mensen. Naast diverse biersoorten worden ook andere dranken en mineraalwaters (merknaam Loka) door het bedrijf geproduceerd.
In Nederland wordt dit biermerk bij onder andere IKEA verkocht.